# Vézac (Cantal)
 Vézac  es una población y comuna francesa, situada en la región de Auvernia, departamento de Cantal, en el distrito de Aurillac y cantón de Arpajon-sur-Cère.

## Demografía
| 579 | 637 | 743 | 861 | 955 | 952 |
| Para los censos de 1962 a 1999 la población legal corresponde a la población sin duplicidades (Fuente: INSEE [Consultar]) |     |     |     |     |     |